# イボタノキ
イボタノキ（水蝋の木・疣取木、学名: Ligustrum obtusifolium）は、モクセイ科イボタノキ属の落葉低木。別名、トスベリノキ、カワネズミモチ。日本各地の山野に自生する。

## 分布・生育地
日本では北海道・本州・四国・九州にまで分布する。日本国外では朝鮮半島、中国から知られる。
山野に生え、陽樹であり、明るい林縁、道路そばなどに見られる。山間の崩壊地などにもよく出現する。

## 特徴
落葉低木または半落葉低木の広葉樹。低木で樹高は1.5 - 2メートル (m) 。葉は細かく、枝は放射状に伸びて、あまり分枝しないまっすぐなものが多数並ぶ。その小枝は横向きに伸び、葉がほぼ等距離に多数並ぶので、ちょっと羽状複葉のようにも見える。枝は灰白色で、新枝（一年枝）は灰褐色で細毛がある。樹皮は淡灰白色で、若い木は縦長の皮目があり、生長すると縦の筋が入る、白いイボタロウムシが寄生することがある。
葉は対生し、長さ2 - 7センチメートル (cm) の長楕円形をしている。はじめは黄緑だが次第に深緑になり、裏面は淡緑色。表面につやがなく、質はうすく柔らかい。
花期は初夏（5 - 6月）。本年枝の先に長さ2 - 4 cmの総状花序を出し、ギンモクセイに似た芳香ある白い小さな花を密集して咲かせ、花序先端が垂れる。花は筒状漏斗形で、花冠は長さ7 - 10ミリメートル (mm) の筒状漏斗形で、先は4裂して平らに開く。
果期は晩秋（10 - 2月）。直径7 mmほどの楕円形の果実がなる。果実は核果で紫黒色に熟す。近縁のオオバイボタ（学名: Ligustrum ovalifolium）よりもやや小さく、冬でも枝に残る。
冬芽は卵形で褐色、6 - 8枚の芽鱗に包まれていて、芽吹くと緑色や葉色が混じる。枝先に仮頂芽を1個か2個つけるが、発達せずに枯れることが多い。枝には側芽が対生する。葉痕は大きく突き出した半円形で、維管束痕が1個つく。

## 成分
葉の液胞やサイトゾルにはオレウロペイン(oleuropein)と呼ばれるイリドイド配糖体を生重の約3%と多量に含んでいる。葉が食害を受けオルガネラが破壊されると、オレウロペインは葉緑体内のβ-グルコシダーゼやフェノールオキシダーゼと混合し、タンパク質のリジン側鎖のアミノ基に高い反応性を示す活性体に変化する。この物質はタンパク質のリジン側鎖のアミノ基と共有結合することで変性し、これにより必須アミノ酸であるリジンが失われるため栄養価が無くなり、イボタノキの食べた昆虫は栄養障害を引き起こす。
ただしイボタノキを食樹とするイボタガはこれに対する手段として、消化管内にアミノ酸であるグリシンを分泌し、グリシンのアミノ基がタンパク質のリジンのアミノ基に代わってオレウロペインに結合するため、摂食したタンパク質は変性しない。

## 利用
植栽樹に用いられる。樹皮上に寄生するイボタロウムシの分泌する「いぼた蝋」は、蝋燭の原料や家具のつや出し、日本刀の手入れに用いる。いぼた蝋を家屋の敷居に塗ると、戸の滑りが良くなることからトスベリノキの異名でもよばれる。
材はきめが細かく楊枝などを作る。器具の柄などに用いる。薪炭材。
また、ライラックを栽培する場合に、台木として用いられる。そのため、気をつけないと、ライラックを購入して栽培しているつもりで、いつの間にか芽吹いたイボタノキの方を育ててしまい、花色がおかしいと言うことになる場合がある。
イボタノキの蝋を飲むと咳が止まるという伝統的民間療法が長野県阿智村、喬木村などの周辺に残っている。

## 似た植物など
イボタノキ属には7種ばかりある。そのうちでもっとも普通に見られるのは本種以外ではネズミモチ（およびトウネズミモチ）であろう。これ（ら）は常緑で厚く幅広い葉を持つもので、見かけが大きく異なる。それ以外の種はイボタノキにやや似ているが、見ることはより少ない。
- オオバイボタ　L. ovalifolium
- ネズミモチ　L. japonicum
- トウネズミモチ　L. lucidum
- ミヤマイボタ　L. tschonoskii